# ارتجال حر
الارتجال الحر أو الموسيقى الحرة هي موسيقى مرتجلة دون أي قوانين باستثناء منطق وميول الموسيقي أو الموسيقيين المشاركين. يمكن للمصطلح أن يشير لتقنية (قد تستخدم في أي نوع موسيقي) أو لنوع موسيقي مستقل.
تطور الارتجال الحر كنوع موسيقي في الولايات المتحدة وأوروبا في وسط إلى أواخر عقد 1960 كامتداد للجاز الحر والموسيقى الكلاسيكية المعاصرة. من بين الموسيقيين الذين يمثلون الارتجال الحر عازفوا الساكسفون إيفان باركر، أنتوني براكستون، بيتر بروتزمان و جون زورن، قارع الطبول كريستن ليلينغر، عازف الترومبون جورج لويس، عازف القيثارة ديريك بيلي، هنري كايزر و فريد فريث، بالإضافة إلى فرق ارتجال مثل مجموعة Spontaneous Music، شراكة الارتجال الموسيقي، مجموعة فن شيكاغو و AMM.

## المزيد من القراءة
- Barre, Trevor. 2015. Beyond Jazz: Plink, Plonk & Scratch, the Golden Age of Free Music in London 1966–1972. [Sittingbourne]: Compass Publishing. (ردمك 9781907308840).
- Barre, Trevor. 2017. Convergences, Divergences & Affinities: The Second Wave of English Free Improvisation, 1973–1979. Compass Publishing.[استشهاد منقوص البيانات]
- Costa, Rogério. 2011. "Free Musical Improvisation and the Philosophy of Gilles Deleuze". Perspectives of New Music 49, no. 1 (Winter): 127–42.
- Schroeder, Franziska, and Mícheál Ó hAodha (eds.). 2014. Soundweaving: Writings on Improvisation, with an introduction by Evan Parker. Newcastle upon Tyne: Cambridge Scholars Publishing. (ردمك 978-1-4438-5344-6).

## وصلات خارجية
- International Society for Improvised Music
- Signal to Noise magazine A publication on avant-garde jazz and electro-acoustic improvisation
- Carl Bergstrøm-Nielsen: "Experimental Improvisation Practise and Notation 1945–1999: An Annotated Bibliography"